# Félix Demaría
Félix Demaria (Haedo, 27 aprile 1912 – ...) è stato un calciatore argentino, di ruolo difensore.
Fratello minore di Attilio Demaria, era noto anche come Demaria II.

## Carriera
Giocò per una stagione in Serie A con l'Inter. Nelle stagioni 1933-1934 e 1934-1935 tornò a vestire la maglia nerazzurra e disputare anche un match di Coppa Europa Centrale.